# Dao (Capiz)
Dao è una municipalità di quarta classe delle Filippine, situata nella Provincia di Capiz, nella Regione del Visayas Occidentale.
Dao è formata da 20 baranggay:
- Aganan
- Agtambi
- Agtanguay
- Balucuan
- Bita
- Centro
- Daplas
- Duyoc
- Ilas Sur
- Lacaron
- Malonoy
- Manhoy
- Mapulang Bato
- Matagnop
- Nasunogan
- Poblacion Ilawod
- Poblacion Ilaya
- Quinabcaban
- Quinayuya
- San Agustin (Ilas Norte)